# 인도-캐나다 관계
인도와 캐나다는 19세기부터 양국 관계를 유지해 왔다. 두 나라는 모두 영연방의 회원국이며 세계 최대 경제 대국인 G20의 일원이다. 2023년 양국 간 교역액은 93억 6천만 달러로, 인도의 대캐나다 수출액은 55억 6천만 달러, 캐나다의 대인도 수출액은 38억 달러로 평가되었다.
캐나다로의 인도 이민은 19세기 후반에 시작되었다. 캐나다 정부는 처음에 쿼터를 설정했지만 1970년대와 1980년대에 캐나다로의 이민이 여러 배로 증가했다. 인도인은 캐나다에서 가장 큰 이민자 인구 중 하나가 되었다. 캐나다 이민, 난민 및 시민권에 따르면 2022년 캐나다에 거주하는 80만 명 이상의 유학생 중 40%가 인도 출신으로 캐나다에서 가장 큰 유학생 그룹을 차지했다.
1947년 인도 독립 이후 캐나다는 인도와 서방권을 잇는 가교 역할을 하고자 하면서 양국 관계는 더욱 악화되었다. 캐나다의 인도에 대한 대외 원조는 1951년에 시작되어 콜롬보 계획에 따라 크게 성장했다. 1950년대에는 양국의 관심이 수렴했지만 1960년대에는 양국의 견해가 벗어나기 시작했다. 캐나다는 1974년 5월, 캐나다에서 공급한 원자로가 인도의 첫 번째 핵 실험에 사용된 후 부정적인 반응을 보였다. 1985년 6월, 에어 인디아 182편 폭파 사건과 그와 관련된 사건들은 양국 간의 오해로 이어졌다. 칼리스탄 운동과 양국에서 활동하는 시크교도 테러리스트들에 대해서는 많은 문제가 있었다.
1990년대 인도의 경제 자유화 정책 이후, 캐나다 정부와 비즈니스 커뮤니티는 다시 인도로 돌아갔다. 양국 지도자들의 양자 방문은 다른 분야에서의 비즈니스 거래와 이익을 더욱 증진시켰다. 그러나 1998년 5월, 인도의 두 번째 핵 실험 이후 캐나다는 인도에 추가 제재를 가했다. 2001년 제재가 해제된 후 관계는 잠시 회복되었다. 2000년대 후반과 2010년대 초반에는 2010년 핵 협력 협정 및 기타 협정이 체결되면서 양국 관계가 비약적으로 발전했다.
인도와 캐나다는 광범위한 관계를 맺고 있지만, 칼리스탄 운동과 관련된 시크교 분리주의자들이 인도에 독립적인 펀자브 시크교 민족국가를 요구하면서 관계가 종종 긴장되었다. 2023년 시크교 시위와 2023년 9월, 시크교 분리주의자 하딥 싱 니자르 암살에 인도 요원들이 연루되었다는 캐나다의 주장 이후 외교적 긴장이 촉발되었다. 인도는 고등판무관실을 소환하고 캐나다 외교관들을 추방했으며 상대국으로의 여행을 금지할 것을 경고했다. 인도 정부는 캐나다가 어떠한 증거도 제공하지 않았다고 주장했지만, 캐나다는 미국 정보 기관으로부터 동일한 정보를 제공받았다고 주장했다. 관계가 잠시 완화된 후, 양국은 2024년 10월에 각각 6명의 외교관을 추방했다.

## 역사

### 대영 제국
19세기 초, 인도와 캐나다는 대영 제국의 일부였다. 인도-캐나다 공동체는 19세기 후반 인도인들이 캐나다로 이주하면서 형성되었으며, 대부분은 영국령 인도 육군의 퇴역 군인을 포함한 펀자브인이었다. 영국 왕실이 인도를 점령하자 빅토리아 여왕은 인도인들이 차별 없이 대영 제국 전역에서 동등한 특권을 누리게 될 것이라고 선언했다. 인도 이민자들은 주로 인구가 희박한 서부 캐나다에 정착하여 법 집행관, 벌목공 등의 일자리를 맡게 되었다. 그러나 법적 및 사회경제적 제도가 다양한 장벽을 설정하여 인종 차별을 보장하고 직접적인 접촉을 최소화하면서 백인 캐나다인과의 인종 관계는 긴장되었다. 처음에는 인종 차별로 인해 이들 국가에 가기를 꺼려했지만, 많은 젊은이들이 20세기 초에는 같은 운명을 맞이하지 못할 것이라는 확신을 가지고 선택했다. 20세기 초 캐나다로 이민을 허용한 인도인 수를 제한하기 위해 캐나다 정부 할당량이 설정되었고 1957년까지 인도에서 연간 100명 미만만 입국할 수 있었다.

### 독립 이후
인도 독립 이후, 두 나라 간의 관계는 더욱 발전했다. 캐나다는 영연방 내에서 대륙 간 그룹을 만들기 위해 노력했으며, 새로 독립한 아프리카-아시아 국가들과 서방 세계를 잇는 가교 역할을 하고자 했다. 세계 최대 민주주의 국가인 인도는 캐나다의 핵심 파트너가 되었다. 인도 총리 자와할랄 네루와 캐나다 총리 루이 생로랑, 레스터 B. 피어슨의 개인적인 관계로 인해 양국 관계는 더욱 발전했다. 네루는 1949년 10월 24일, 캐나다 의회의 합동 회의에서 연설했다. 캐나다의 대인도 대외 원조는 1951년에 시작되었고, 캐나다는 1955~56년에 소규모 프로젝트에 원조를 제공하기 시작했으며, 이는 콜롬보 계획 하에서 크게 성장했다. 캐나다는 라자스탄주와 우타르프라데시주에서 쿤다 수력 발전 프로젝트와 항공 측량을 지원했다. 냉전 기간 동안 캐나다는 미국에 우호적이었지만, 미국은 파키스탄을 지원하는 동안 인도와의 독립적인 관계를 추구했다. 1953년부터 1957년까지 인도 주재 캐나다 고등판무관이었던 에스코트 리드에 따르면, 1950년대 동안 두 나라는 "특별한 관계"를 유지했다.

## 외교 공관
두 나라 모두 영연방의 회원국이므로 인도와 캐나다는 고등판무관을 교환한다.

## 무역
2023년 인도와 캐나다 간 양자 무역은 93억 6,000만 달러, 인도 수출은 55억 6,000만 달러, 캐나다 수출은 38억 달러로 평가되었다. 2024년 7월 인도는 캐나다 전체 무역액 990억 4,000만 달러의 0.74% (77억 4,000만 달러), 캐나다는 인도 전체 무역액 901억 4,000만 달러의 0.82%를 차지했다. 인도의 주요 수출품으로는 의약품, 전화기, 자동차 부품, 해산물, 전기 부품, 보석류 등이 있었고 캐나다의 주요 수출품으로는 연탄, 목재 펄프, 철광석, 콩류, 종이류 등이 있었다. 양국은 2010년대 포괄적 경제동반자협정에 대한 논의를 진행했으며, 지난 10년간 양국 간 무역 규모는 꾸준히 성장해 왔다.